# David IX de Geòrgia
David IX fou rei de Geòrgia del 1346 al 1360.
Era fill únic de Jordi V el Brillant, al que va succeir el 1346.
Es va casar amb Sindukhtar, filla de Kvarkvare II Djakéli, Atabek de Samtskhé
Cap al 1355 va associar al seu fill Bagrat que el va succeir a la seva mort el 1360.